# Relações entre Índia e Rússia

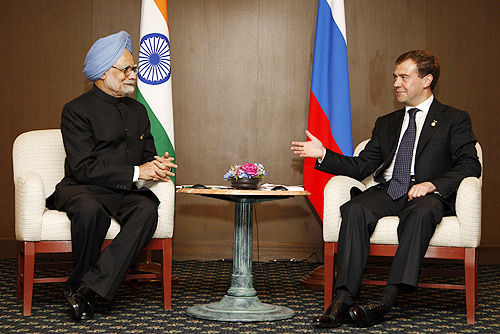
O primeiro-ministro indiano Manmohan Singh com o presidente russo, Dmitry Medvedev, na Cúpula do G8 de 2008, em Hokkaido.

As relações entre Índia e Rússia são as relações diplomáticas estabelecidas entre a República da Índia e a Federação Russa. A Índia possui uma embaixada em Moscou e dois consulados-gerais em São Petersburgo e Vladivostok. A Rússia possui uma embaixada em Nova Deli e quatro consulados-gerais em Chennai, Hyderabad, Kolkata e Mumbai.
Durante a Guerra Fria, a Índia e a União Soviética (URSS) tiveram uma forte relação estratégica, militar, econômica e diplomática. Após o colapso da União Soviética, a Rússia herdou uma estreita relação com a Índia, assim como a Índia melhorou as suas relações com o Ocidente após o fim da Guerra Fria.
Tradicionalmente, a parceria estratégica entre os dois países têm sido construída em cinco componentes principais: política, defesa, energia nuclear, cooperação anti-terrorismo e espacial.
Ambos são membros de vários organismos internacionais, onde em conjunto colaboram estreitamente em assuntos compartilhados de interesse nacional. Exemplos importantes incluem a ONU, BRICS, G20 e SCO, onde a Índia possui o estatuto de observador e foi convidada pela Rússia para se tornar um membro pleno. A Rússia já declarou publicamente o seu apoio à Índia para que esta venha a receber um assento permanente no Conselho de Segurança das Nações Unidas. Além disso, a Rússia manifestou interesse em aderir à SAARC com o estatuto de observador, no qual a Índia é um dos membros fundadores.

## Dados comparativos
| Dados                  | Países                                                                 | Países                                                             |
| Dados                  | República da Índia Republic of India                                   | Federação da Rússia Rossiyskaya Federatsiya                        |
| ---------------------- | ---------------------------------------------------------------------- | ------------------------------------------------------------------ |
| Data de fundação       | 15 de agosto de 1947                                                   | 25 de dezembro de 1991                                             |
| População              | 1 380 004 385 habitantes                                               | 145 934 462 habitantes                                             |
| Área                   | 3 287 263 km² (7º)                                                     | 17 098 246 km² (1º)                                                |
| Densidade populacional | 413.7 hab./km²                                                         | 8,3 hab./km²                                                       |
| Capital                | Nova Déli                                                              | Moscou                                                             |
| Maiores cidades        | Bombaim (12 478 447 hab.)                                              | Moscou (11 979 529 hab.)                                           |
| Tipo de Estado         | República federal parlamentarista                                      | República federal semipresidencialista                             |
| Líder atual            | Presidente Ram Nath Kovind (BJP) Primeiro-ministro Narendra Modi (BJP) | Presidente Vladimir Putin (RU) Primeiro-ministro Mikhail Mishustin |
| Idioma oficial         | Hindi Inglês e outras                                                  | Russo                                                              |
| PIB (nominal)          | US$ 2.5 trilhões (6º)                                                  | US$ 1.4 trilhão (11º)                                              |
| Gastos militares       | $76.6 bilhões (2021)                                                   | $65.9 bilhões (2021)                                               |

## História

### Índia e Império Russo

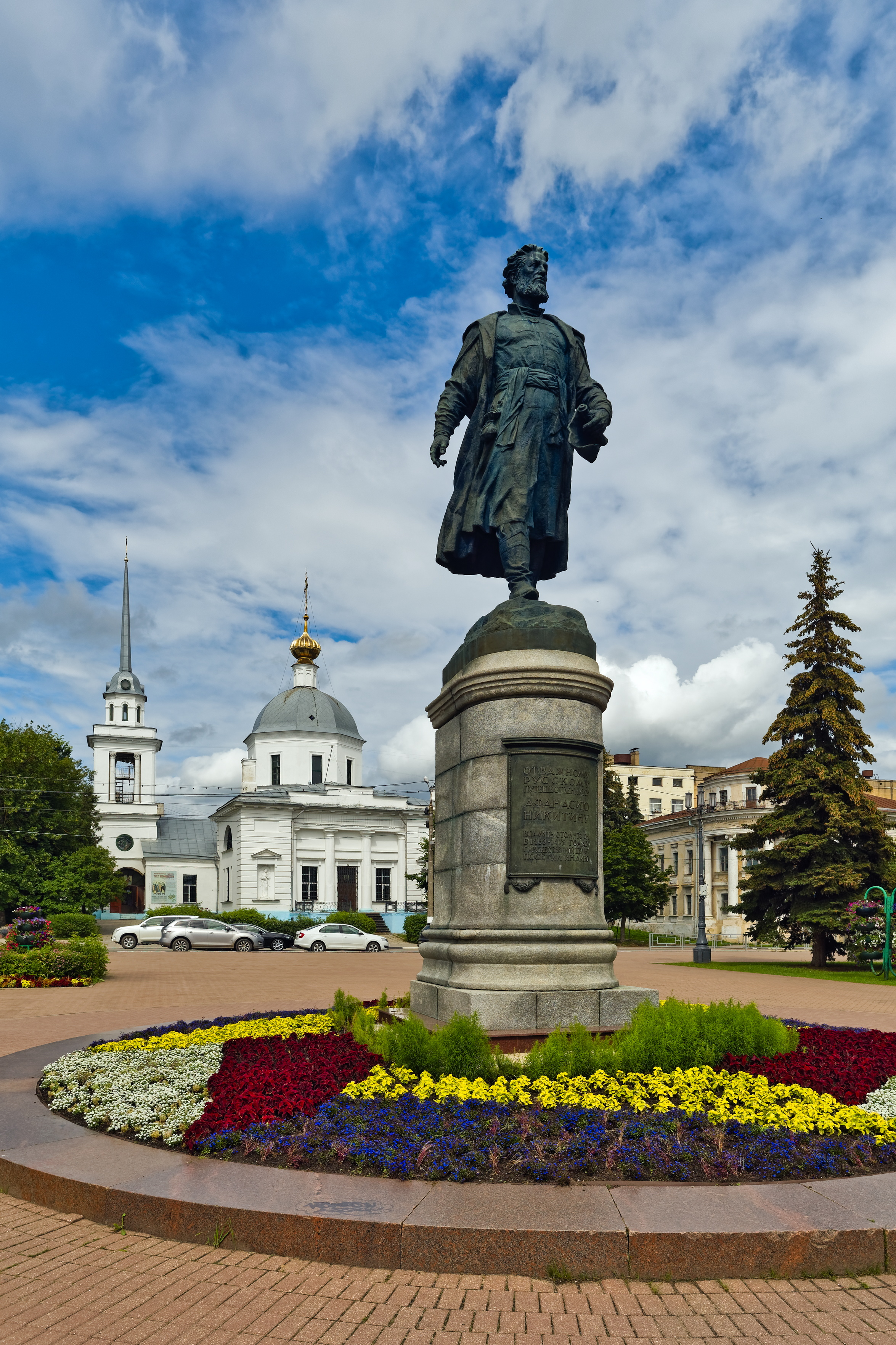
Monumento ao explorador russo Afanásio Nikitin em Tver.

Bens descobertos em sítios arqueológicos como Pazyryk indicam que nômades que habitavam a área realizaram atividades comerciais com a Índia durante os séculos IV e III a.C. Em 1468, o viajante russo Afanásio Nikitin iniciou sua jornada para a Índia. Entre 1468 e 1472, viajou pela Pérsia, Índia e Império Otomano. A documentação de suas experiências durante esta jornada está compilada no livro Jornadas entre os três mares (Khozheniye za tri morya).

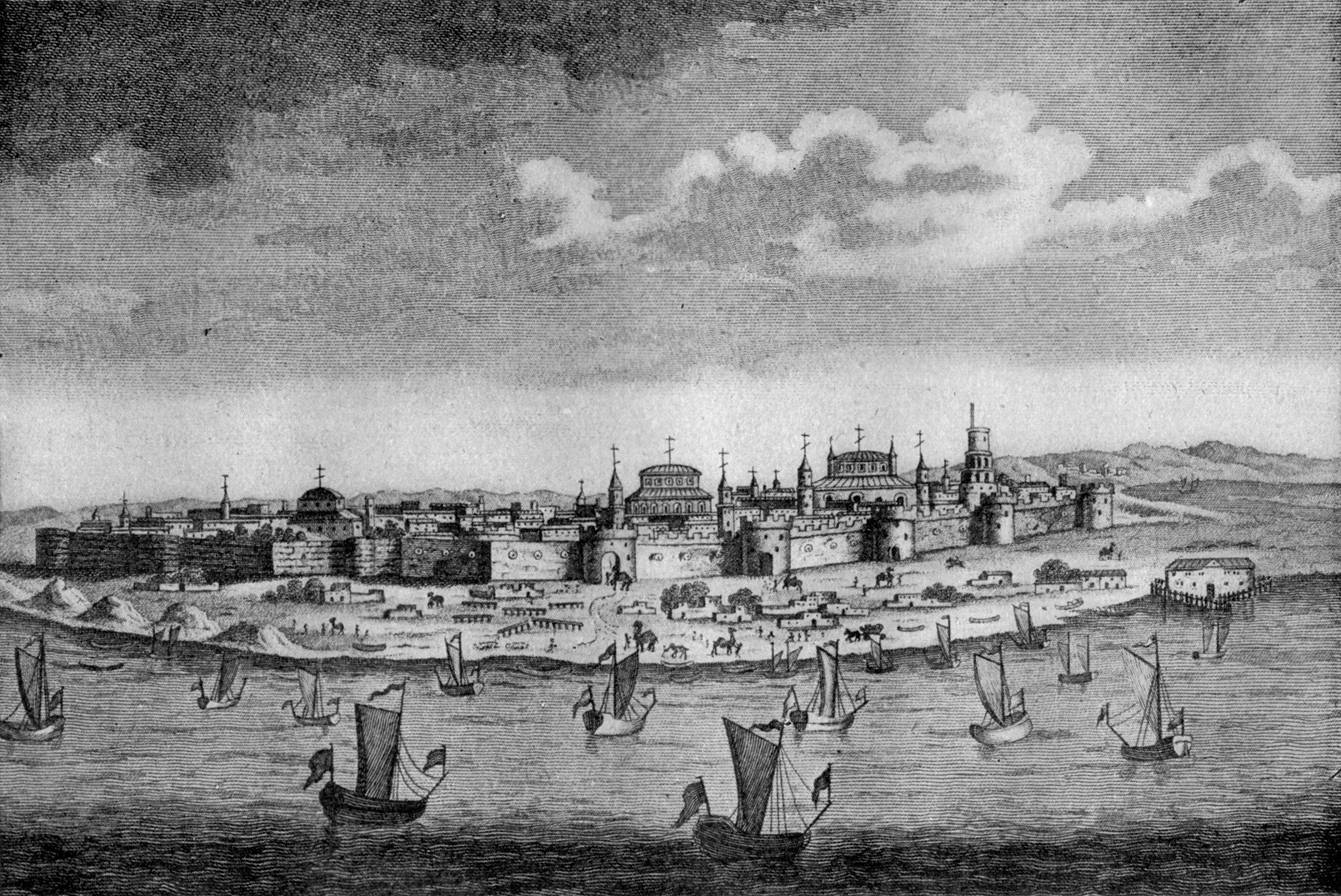
A cidade russa de Astracã foi um importante centro do comércio indo-russo durante a Idade Média.

No século XVIII, as cidades russas de Astracã, Moscou e São Petersburgo eram frequentemente visitadas por mercadores indianos. A Rússia e o Irã foram usados como comércio de trânsito entre a Europa Ocidental e a Índia, especialmente depois que Pedro I, solicitou ao imperador mogol Aurangzeb o início das relações comerciais em 1696. Décadas depois, o czar russo concedeu pessoalmente à empresa comercial indiana de Anbu-Ram Mulin o direito de resolver questões de propriedade em Astracã, permitindo que os indianos trouxessem caravanas com seus tecidos de linho, algodões, sedas e tecidos indianos, persas e uzbeques. O governador de Astracã foi ordenado a demostrar "bondade e boa vontade" aos mercadores indianos na Rússia, que prezavam sua liberdade religiosa e privilégios comerciais especiais que nunca tiveram em outros países orientais; até meados do século XVIII, os membros da comunidade pagavam apenas 12 rublos anuais como aluguel de uma loja no "Indian Trading Compound" e eram isentos de impostos e taxas pelas autoridades russas. Em 1724, o valor dos bens exportados por eles de Astracã para as cidades do interior da Rússia excedeu 104.000 rublos, totalizando quase um quarto de todo o comércio da cidade. Esta ampla relação comercial entre os dois povos foi interrompida e prejudicada a partir da ocupação britânica da Índia na década de 1850.
Em 1801, o czar Paulo I iniciou planos para a invasão da Índia britânica por uma tropa de 22.000 cossacos, o que nunca ocorreu devido ao mau planejamento da operação. A intenção era que a Rússia formasse uma aliança com a França e atacasse o Império Britânico com tropas francesas de 35.000 homens e um tropas russas de 25.000 soldados de infantaria e 10.000 cavalariços cossacos. Alguns cossacos se aproximaram de Oremburgo quando o Paulo I foi assassinado. Ao herdar o trono, seu sucessor Alexandre I imediatamente cancelou os planos.

### Índia e União Soviética

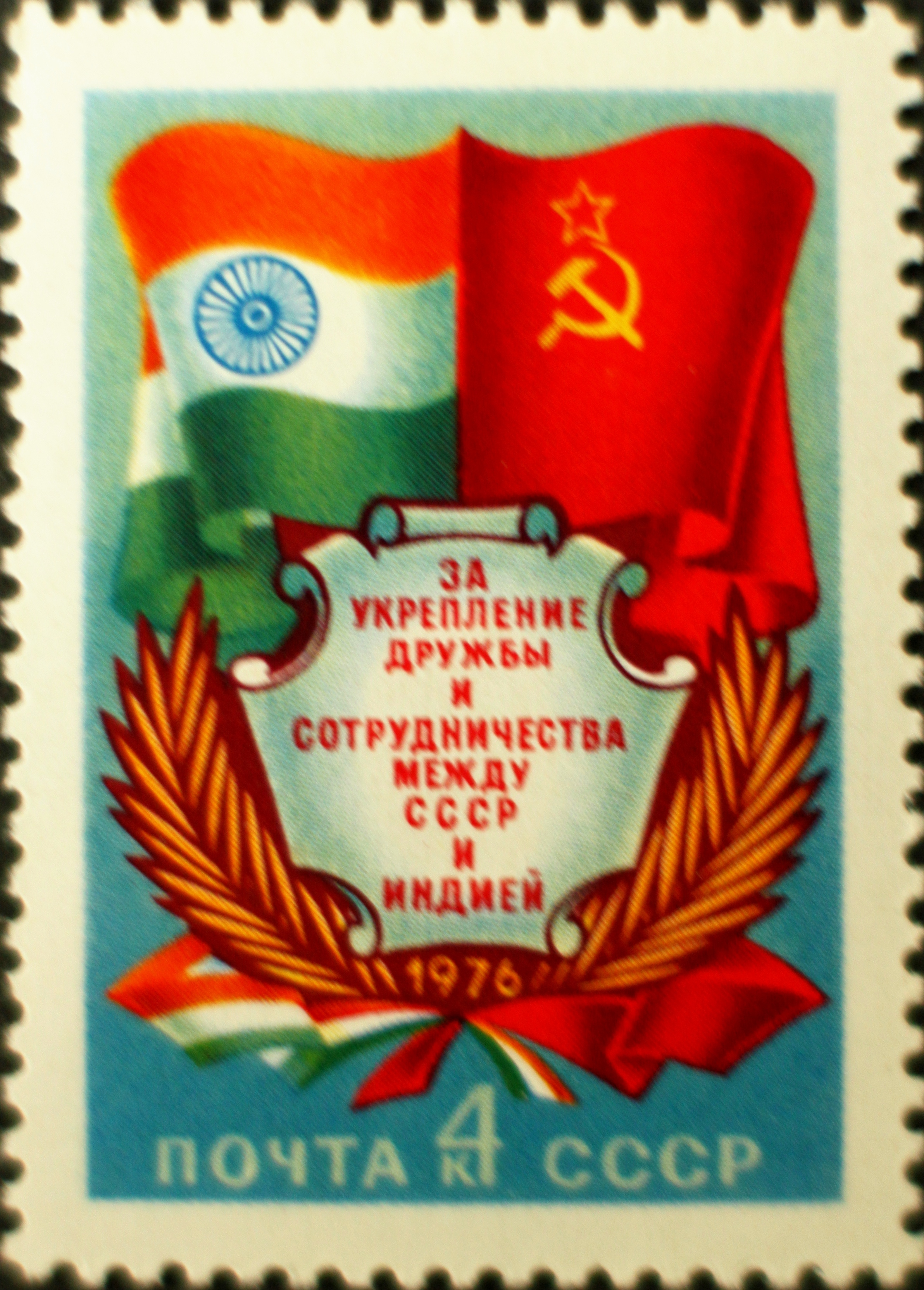
Selo soviético de 1974 ilustrando a relação comercial indo-soviética.

Josef Stalin considerava Mahatma Gandhi, o Congresso Nacional Indiano e Jawaharlal Nehru como ferramentas do capitalismo britânico e líderes monopolistas. Até sua morte em 1953, as relações entre os dois países eram frias.
Um contato cordial foi iniciado em 1955 e representou a mais bem-sucedida das tentativas soviéticas de promover relações mais estreitas com os países do Terceiro Mundo. A relação foi iniciada através de uma visita do Primeiro-ministro indiano Jawaharlal Nehru à União Soviética em junho de 1955, correspondida com uma visita oficial do Secretário-geral do Partido Comunista Nikita Khrushchov à Índia no outono do mesmo ano. Enquanto na Índia, Khrushchov anunciou que a União Soviética apoiaria a reivindicação de soberania do país vizinho sobre o território disputado da região da Caxemira e sobre os enclaves costeiros portugueses, como Goa.
Durante a era Khrushchov, as fortes relações da União Soviética com a Índia tiveram um impacto negativo nas relações bilaterais de ambos os países com a República Popular da China. Em 1959, a União Soviética declarou sua neutralidade diante da disputa de fronteiras pelos dois países vizinhos e manteve a posição durante a subsequente Guerra sino-indiana de 1962. A União Soviética deu à Índia substancial assistência econômica e militar durante o governo de Khrushchov e, em 1960, a Índia recebeu mais assistência soviética do que a China. Esta disparidade tornou-se outro ponto de discórdia nas relações sino-soviéticas. Em 1962, o governo soviético concordou em transferir tecnologia para co-produzir o caça a jato Mikoyan-Gurevich MiG-21 em fábricas indianas, direito que havia sido negado anteriormente à China.
Em 1965, a União Soviética serviu com sucesso como mediador de paz entre a Índia e o Paquistão após a Guerra Indo-Paquistanesa de 1965. Na época, o primeiro-ministro Alexei Kossygin reuniu-se com representantes dos dois países e liderou negociações que levaram ao cessar-fogo e o fim pacífico do conflito pela região histórica da Caxemira.
Em 1971, a antiga região do Paquistão Oriental iniciou um esforço para se separar de sua união política com o Paquistão Ocidental. A Índia apoiou a secessão e, como garantia contra uma possível entrada chinesa no conflito ao lado do Paquistão Ocidental, assinou com a União Soviética o Tratado Indo-Soviético de Amizade e Cooperação em agosto de 1971. Em dezembro do mesmo ano, a Índia entrou oficialmente no conflito e assegurou a vitória dos revolucionários paquistaneses e o estabelecimento do novo estado que viria a ser conhecido como Bangladesh.
Durante o governo do Partido Janata na década de 1970, as relações indo-soviéticas permaneceram próximas e inalteradas embora a Índia tenha buscado estabelecer melhores relações econômicas e militares com os países ocidentais. Na tentativa de frear os esforços dos indianos em diversificar suas relações diplomáticas, a União Soviética ampliou sua rede de assistência econômica e militar.
Apesar do assassinato da primeira-ministra Indira Gandhi por separatistas siques, considerada o pilar das boas relações indo-soviéticas, a Índia manteve a relação estreita com a União Soviética. Em 1985, o novo premiê indiano Rajiv Gandhi escolheu Moscou como seu primeiro destino oficial, indicando a alta prioridade das relações com os russos. De acordo com Rejaul Karim Laskar, um estudioso da política externa indiana, durante esta visita, Rajiv Gandhi desenvolveu um relacionamento amistoso pessoal com o secretário-geral soviético Mikhail Gorbachev. Apesar da melhoria das relações sino-soviéticas no final da década de 1980, as relações estreitas com a Índia permaneceram importantes como um exemplo da nova política de terceiro mundo de Gorbachev.

## Defesa

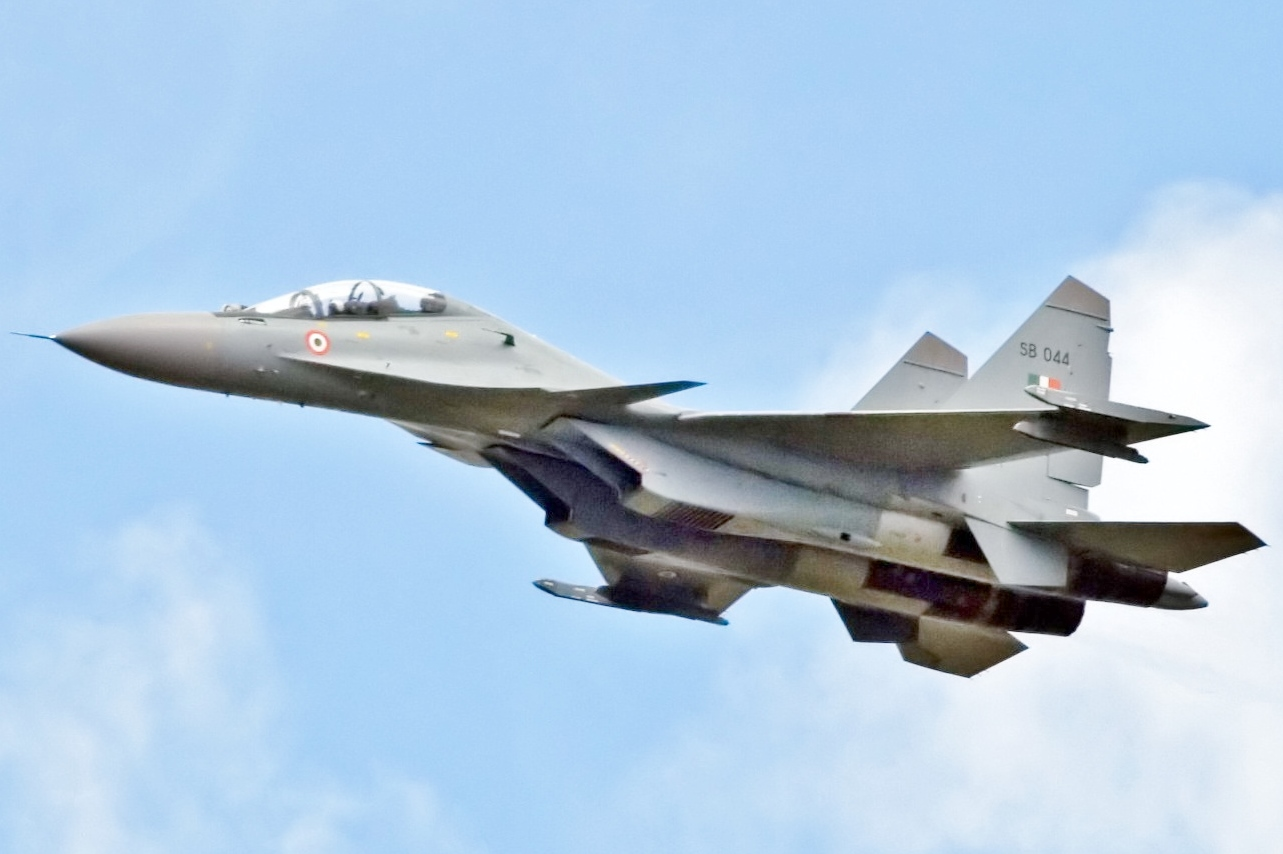
O caça Sukhoi/HAL FGFA da Força Aérea Indiana foi produzido por cooperação tecnológica entre os dois países.

A Índia é o segundo maior mercado para a indústria de defesa russa. Nos últimos anos, entre 60% e 70% dos equipamentos militares das forças armadas indianas foram comprados da Rússia, que se tornou o principal fornecedor de equipamentos de defesa. Alguns destes produtos, como os carros de combate T-72 e T-90, além dos caças multiuso Sukhoi Su-30MKI e helicópteros Mil Mi-17, atualmente fazem parte do inventário militar indiano.
A União Soviética foi um importante fornecedor de equipamentos de defesa por várias décadas, e esse papel foi herdado pela Federação Russa. A Rússia (68%), Estados Unidos (14%) e Israel (7,2%) são os principais fornecedores de armamentos para a Índia no período 2012-2016 enquanto Índia e Rússia aprofundaram sua cooperação de fabricação armamentos na parceria Make in India, assinando acordos para a construção de fragatas, helicópteros utilitários bimotores KA-226T e mísseis de cruzeiro BrahMos. Em dezembro de 1988, foi assinado um acordo de cooperação Índia-Rússia, que resultou na venda de uma infinidade de equipamentos de defesa para a Índia e também no surgimento dos países como parceiros de desenvolvimento em oposição a uma relação puramente comprador-vendedor, incluindo a projetos de joint ventures para desenvolver e produzir o Sukhoi/HAL FGFA e o Ilyushin Il-276. Em 1997, os dois países assinaram um acordo de dez anos para uma maior cooperação técnico-militar abrangendo uma ampla gama de atividades, incluindo a compra de armamento completo, desenvolvimento e produção conjuntos e comercialização conjunta de armamentos e tecnologias militares.

## Membresia internacional
| Países | Organizações internacionais | Organizações internacionais | Organizações internacionais | Organizações internacionais | Organizações internacionais | Organizações internacionais | Organizações internacionais | Organizações internacionais | Organizações internacionais | Organizações internacionais |
| Países | ONU                         | CSNU                        | OTAN                        | FMI                         | BM                          | G8                          | G20                         | BRICS                       | OECD                        | UNESCO                      |
| ------ | --------------------------- | --------------------------- | --------------------------- | --------------------------- | --------------------------- | --------------------------- | --------------------------- | --------------------------- | --------------------------- | --------------------------- |
| Índia  | Sim                         |                             |                             | Sim                         | Sim                         |                             | Sim                         | Sim                         |                             | Sim                         |
| Rússia | Sim                         | Sim                         |                             | Sim                         | Sim                         | Sim                         | Sim                         | Sim                         |                             | Sim                         |